# Henriette von Nassau-Weilburg (1780–1857)

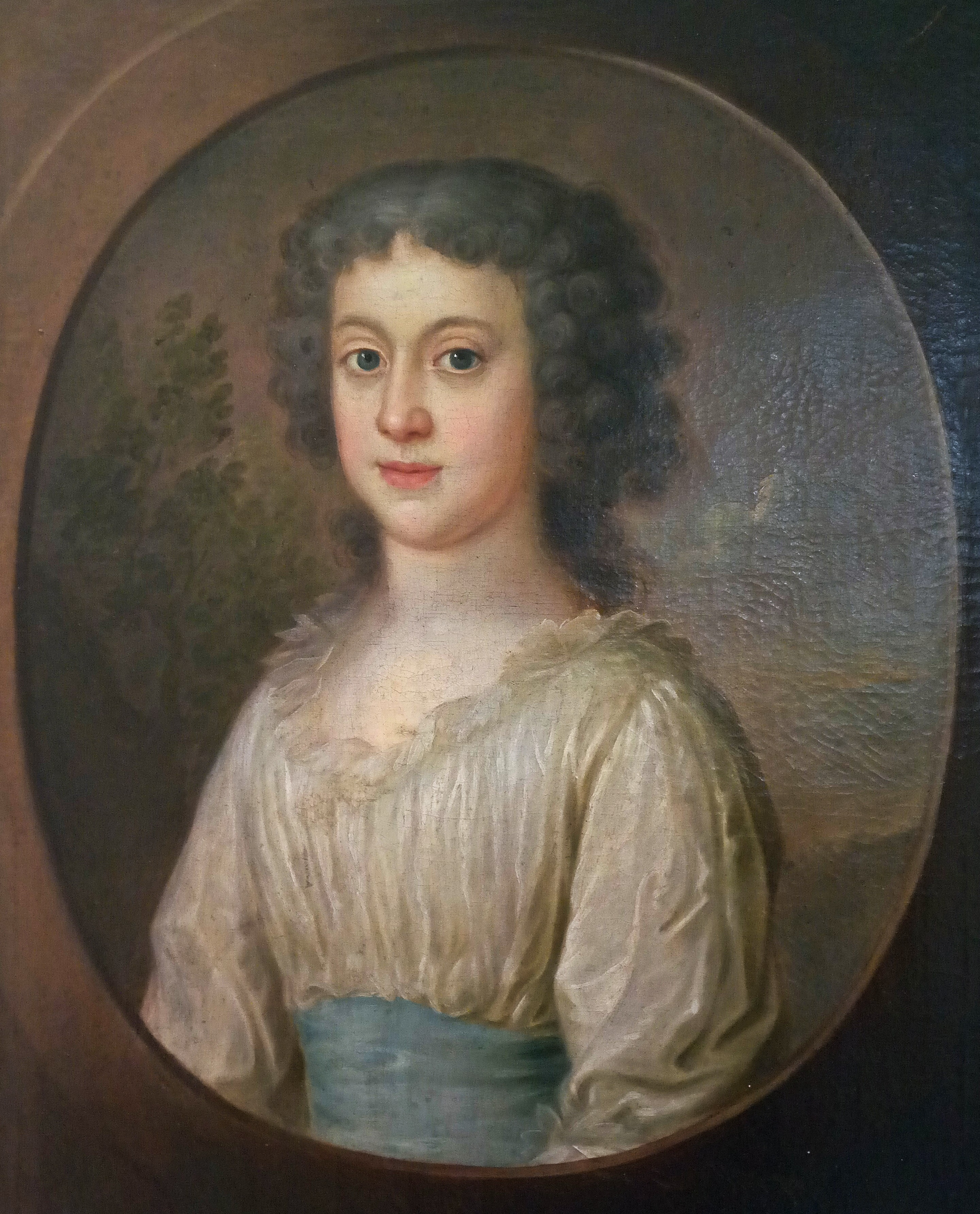
Prinzessin Henriette von Nassau-Weilburg um 1797, gemalt von Johann Schlesinger

Henriette Prinzessin von Nassau-Weilburg (* 22. April 1780 in Kirchheim-Bolanden; † 2. Januar 1857 in Schloss Kirchheim unter Teck) war eine deutsche Adlige aus dem Haus Nassau. Sie war die Ehefrau des Herzogs Ludwig von Württemberg.

## Leben

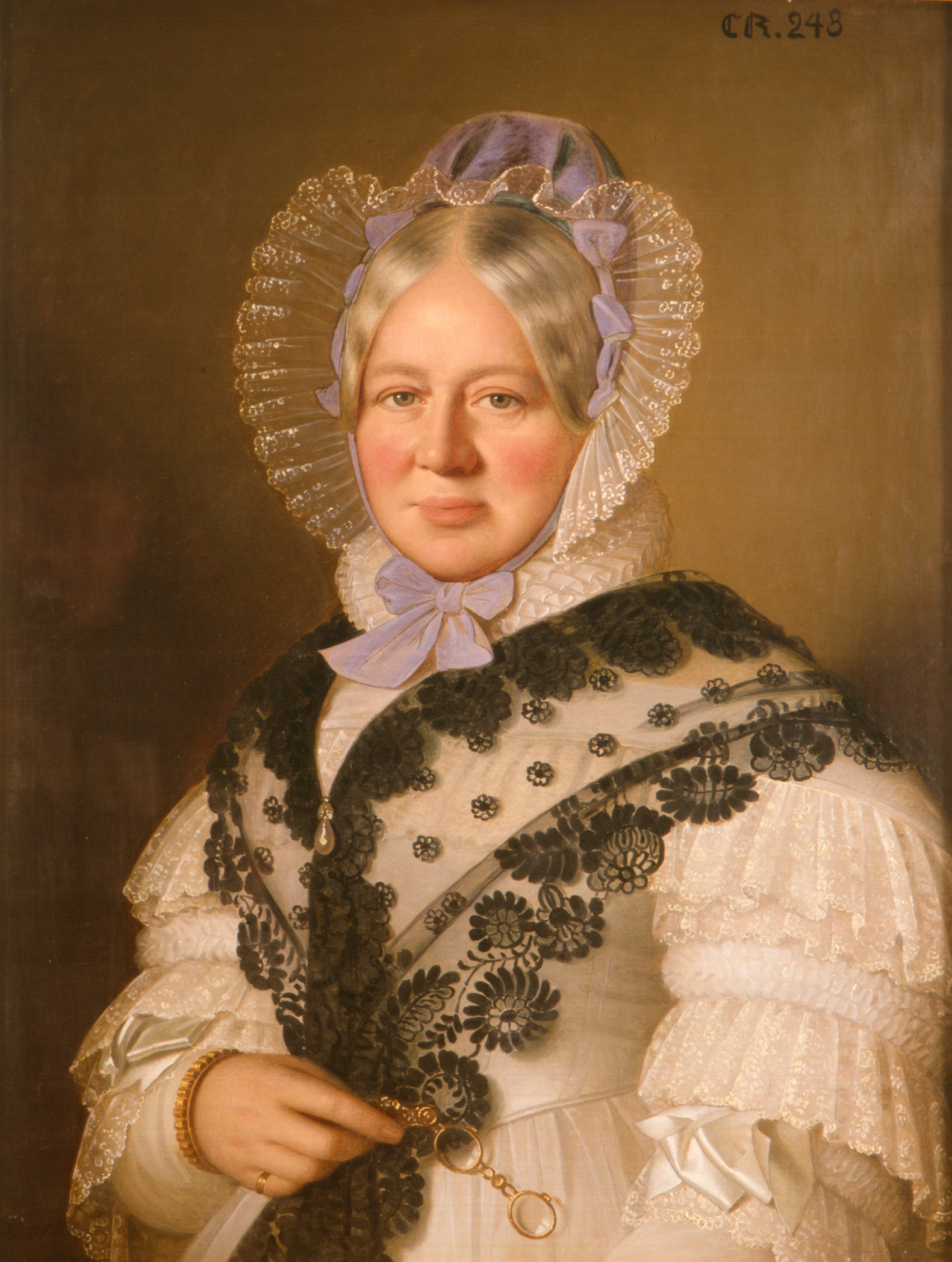
Anton Einsle: Herzogin Henriette von Württemberg, Öl auf Leinwand, 1838

Prinzessin Henriette war die jüngste Tochter von Fürst Karl Christian von Nassau-Weilburg und Wilhelmina Karolina von Oranien-Nassau, Prinzessin von Orange. Über ihre Mutter war Henriette mit dem Welfenhaus verwandt und eine Urenkelin König Georgs II. von Großbritannien.
Nachdem sie früh beide Eltern verloren hatte, wuchs sie unter der Obhut ihres ältesten Bruders Friedrich Wilhelm auf. Henriette ehelichte am 28. Januar 1797 in der Eremitage in Bayreuth Herzog Ludwig von Württemberg, Sohn von Herzog Friedrich II. Eugen von Württemberg und Prinzessin Friederike Dorothea Sophia von Brandenburg-Schwedt. Die Ehe galt nach einigen Berichten als harmonisch.
Ihr Ehemann war zunächst Offizier in preußischen Diensten und ab 1800 General im russischen Dienst. Sein Karriereweg brachte wechselnde Aufenthaltsorte mit sich; Henriette begleitete ständig ihren Mann. Dementsprechend brachte Henriette ihre fünf Kinder an fünf verschiedenen Orten zur Welt.
Nach unsteten Jahren, in denen Herzog Ludwig sich sehr hoch verschuldete, bestimmte sein Bruder, König Friedrich I. von Württemberg, ab 1811 Schloss Kirchheim als dauerhaften Wohnort der Familie. Nach dem Tod ihres Mannes entwickelte Herzogin Henriette ein starkes soziales Engagement, das die Stadt Kirchheim bis heute prägt. Auf ihren Wunsch hin war Albert Knapp, ein engagierter Vertreter des Pietismus, mehrere Jahre in Kirchheim unter Teck als Prediger tätig.
Viele soziale Einrichtungen, wie ein Kindergarten (1838), das Krankenhaus (1840) oder die Freiwillige Feuerwehr, gehen auf ihre Initiative zurück. Aus Anlass ihres 150. Todestags ehrte die Stadt sie 2007 mit einer Ausstellung.

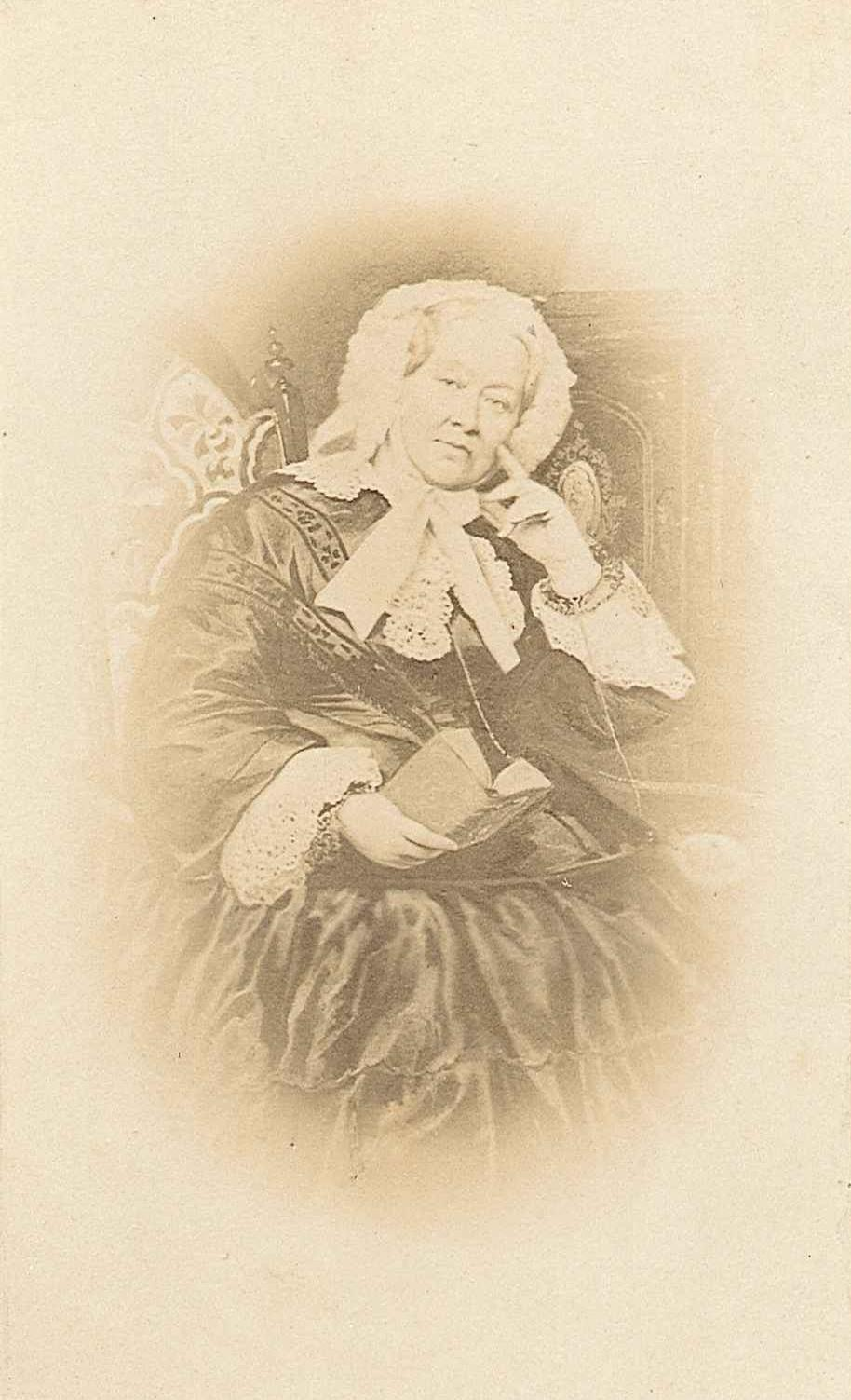
Herzogin Henriette. Fotografie

Henriette wurde mit dem Großkreuz des Russischen St. Katharinen-Ordens ausgezeichnet.

## Nachkommen
Aus der gemeinsamen Verbindung mit Herzog Ludwig von Württemberg gingen fünf Kinder hervor:
- Maria Dorothea (1797–1855) ⚭ 1819 Erzherzog Joseph Anton Johann von Österreich
- Amalie (1799–1848) ⚭ 1817 Herzog Joseph von Sachsen-Altenburg
- Pauline (1800–1873) ⚭ 1820 König Wilhelm I. von Württemberg
- Elisabeth Alexandrine (1802–1864) ⚭ 1830 Prinz Wilhelm von Baden
- Alexander (1804–1885) ⚭ 1835 (morganatisch) Claudine Gräfin Rhédey von Kis-Rhéde